# Парійський Микола Миколайович
Микола Миколайович Парійський (рос. Николай Николаевич Парийский; 30 вересня 1900 — 29 березня 1996) — радянський геофізик і астроном, член-кореспондент АН СРСР (1968).

## Життєпис
Народився в Петербурзі.  У 1924 закінчив Московський університет.  Працював у ньому в 1924-1960.  З 1935 працював в Інституті фізики Землі АН СРСР (з 1956 — завідувач відділом). 
Наукові роботи в області астрономії присвячені космогонії, питанням обертання Землі, природи сонячної корони; в галузі геофізики — вивчення припливних деформацій Землі, гравіметрії.  Один із засновників гравіметричних досліджень у СРСР. У 1943 році довів неспроможність гіпотези Дж.Г.Джинса  про походження Сонячної системи: разом із В.Г.Фесенковим розрахував орбіти тіл, вирваних із Сонця під дією близької зірки, і не знайшов відповідності з Сонячною системою. Критично розглянув різні причини сезонної нерівномірності обертання Землі і показав, що ані рух полюсів, ані сезонні переміщення повітряних мас, ані зміна температури океанів не можуть пояснити спостережуваний ефект.  Зазначив, що найімовірніша причина річних варіацій швидкості обертання Землі — вплив циркуляції земної атмосфери, супроводжуваної передачею моменту кількості руху від атмосфери до Землі.  Отримав оцінку вікового уповільнення швидкості обертання Землі.
Батько радіоастронома Юрія Парійського.